# 拉沙·古鲁利
拉沙·古鲁利（1996年8月27日—），格鲁吉亚男子拳击运动员，2023年欧洲运动会男子63.5公斤级银牌得主、2024年夏季奥林匹克运动会男子63.5公斤级铜牌得主。